# Håkan Skytte
Karl Gustav Håkan Skytte, född 10 oktober 1947 i Västra Skrävlinge församling, Malmö, är en svensk musiker.
Han var 1971–1976 medlem i progg- och rockbandet Hoola Bandoola Band, där han spelade diverse slagverk, körde turnébussen och var ljudtekniker. Hans första skivframträdande med gruppen kom 1973 på albumet På väg. Efter Hoola Bandoola Bands upplösning arbetade han i många år på Malmö Stadsteater. Han har även arbetat som lärare och utbildat sig till möbelsnickare.
Håkan Skytte är bror till journalisten Göran Skytte.